# ルネ・ド・シャロン
ルネ・ド・シャロン（René de Châlon, 1519年2月5日 - 1544年7月15日）は、オランジュ（オラニエ）公、およびホラント州、ゼーラント州、ユトレヒト州、ヘルダーラント州の総督。ナッサウ家の最初のオラニエ公であり、オラニエ＝ナッサウ家の祖と見なされることもある。一般に祖とされるウィレム1世の従兄である。

## 生涯
ブレダ領主ヘンドリック3世・ファン・ナッサウ＝ブレダと2番目の妻クロード・ド・シャロンの一人息子として生まれた。ドイツ語名はレナートゥス（Renatus）。母方の叔父フィリベール・ド・シャロンはシャロン家最後のオランジュ公だった。フィリベールが1530年に嗣子なしに死去したため、ルネはシャロンの家名と紋章を用いることを条件に、オランジュ公領やフランシュ＝コンテの所領を相続した。一方、父からナッサウ家のライン川左岸およびネーデルラントの所領も相続している。
1540年、ルネはロレーヌ公アントワーヌの娘アンヌと、ロレーヌ公国（バル公領）のバル＝ル＝デュックで結婚した。2人の間の一人娘マリーは生後3週間で死亡し、他に子は生まれなかった。
シャロン家は代々ブルゴーニュ公の廷臣として仕え、ルネもブルゴーニュ公である神聖ローマ皇帝カール5世に仕えた。第四次イタリア戦争にも参陣したが、1544年のサン＝ディジエの包囲戦のさなかに、25歳で戦死した（守備にあたっていたベンヴェヌート・チェッリーニが、砲につめた鉄屑を撃ち放ちルネを直撃した、という）。
ルネは生前、カール5世の意向により、父方の叔父ナッサウ＝ディレンブルク伯ヴィルヘルムの長男ヴィルヘルム（ウィレム）を相続人に定めていた。カール5世が、万が一の際にルネの財産がプロテスタントのディレンブルク伯に渡ることを好まず、その子供であれば改宗も容易であると考えたためである。実際にルネが不慮の死を遂げたことで、オランジュ公領やネーデルラントの所領などは全て、この11歳の従弟が相続した。